# Altitud mínima en ruta
La altitud mínima en ruta o MEA  (por sus siglas en inglés Minimum Enroute Altitude) es la altitud mínima recomendada a la que una aeronave debe volar en determinado segmento de una ruta aérea en condiciones meteorológicas instrumentales, asegurándose de que es segura y libre de obstáculos y lo suficientemente elevada como para recibir asistencia para la navegación desde tierra.

## Descripción
La MEA prescrita para una vía aérea o segmento federal, una ruta alta o baja RNAV u otra ruta directa se aplica a todo el ancho de la vía aérea, segmento o ruta. Los AMUMA para rutas totalmente contenidas dentro del espacio aéreo controlado normalmente proporcionan una zona de amortiguamiento sobre el suelo del espacio aéreo controlado que consta de al menos 300 pies dentro de las áreas de transición y 500 pies dentro de las áreas de control. Los MEA se establecen en función de la eliminación de obstáculos sobre el terreno y los objetos fabricados por el hombre, la idoneidad del desempeño de las instalaciones de navegación y los requisitos de comunicaciones, aunque no se garantiza una comunicación adecuada en el MEA. Sin embargo, el MEA garantiza una cobertura aceptable de las señales de navegación y cumple con los requisitos de franqueamiento de obstáculos entre esos puntos de referencia.
La OACI ha establecido los criterios a adoptar para calcular el MEA. Cada estado tiene la obligación de publicar el MEA calculado para los distintos tramos de las rutas. La MEA se determina en función de los valores mínimos de presión atmosférica (QNH) registrados en las zonas afectadas (Italia 960HPa).
El MEA es una altitud y como tal se refiere al valor de presión definido como QNH. Si la referencia se toma en el SPS (Standard Pressure Set 1013.25HPa) hablamos del Nivel Mínimo en Ruta (MEL). La MEA, expresada en pies, debe considerarse como la altura por debajo de la cual un piloto que sigue una determinada ruta no puede descender, salvo en determinados casos, para mantener una separación adecuada de los obstáculos en tierra. La separación garantizada es de 1000 pies en terreno plano y aumenta a 2000 pies en terreno montañoso. Además, las rutas ATS (aeropuerto, SID, STARc) cuentan con un área primaria y otra secundaria. El primario corre desde la línea central de la vía aérea y se extiende 2,5 millas náuticas hacia la derecha y hacia la izquierda, para un total de 5 millas náuticas. Dentro de este espacio se garantiza una separación mínima. Hay entonces dos áreas secundarias,
Un piloto podrá descender por debajo del MEA publicado en las cartas de navegación sólo cuando:
- Al acercarse, está en contacto visual con el suelo, puede mantenerlo durante toda la maniobra y proporciona de forma autónoma separación de los obstáculos

- Cuando está bajo vectorización por un controlador equipado con radar (el control de radar tiene altitudes de separación mínimas más bajas que las publicadas para los pilotos).